# Tsaravinany
Tsaravinany è una città e comune del Madagascar situata nel distretto di Mahanoro, regione di Atsinanana. 
La popolazione del comune rilevata nel censimento 2001 era pari a 19 718 unità.